# Berenice Abbott

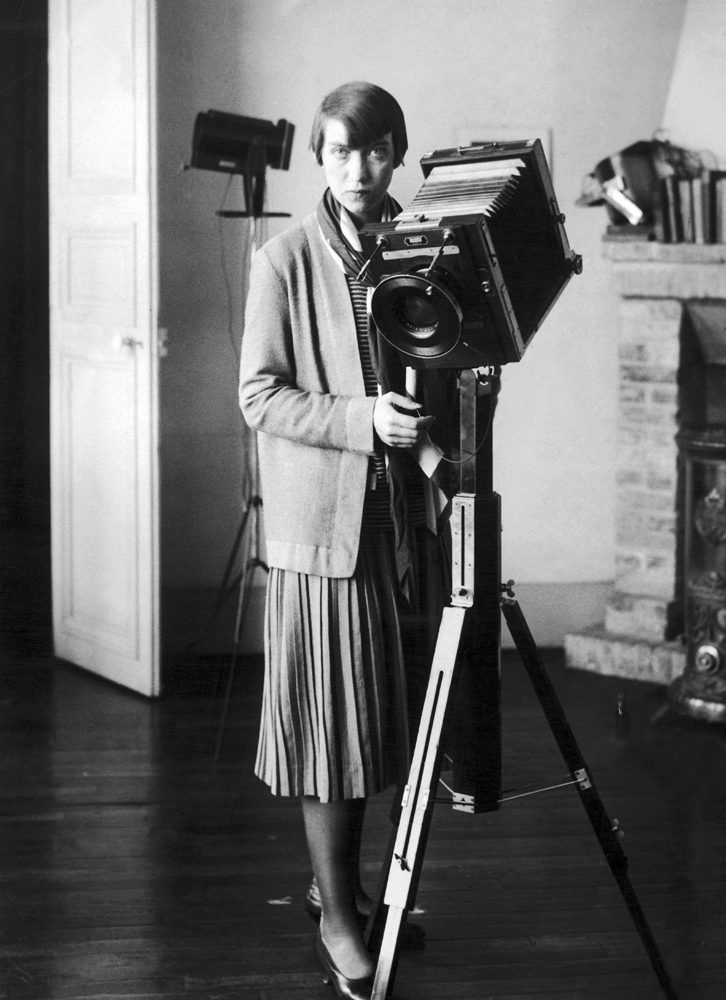
Berenice Abbott (1930er Jahre), Fotograf unbekannt

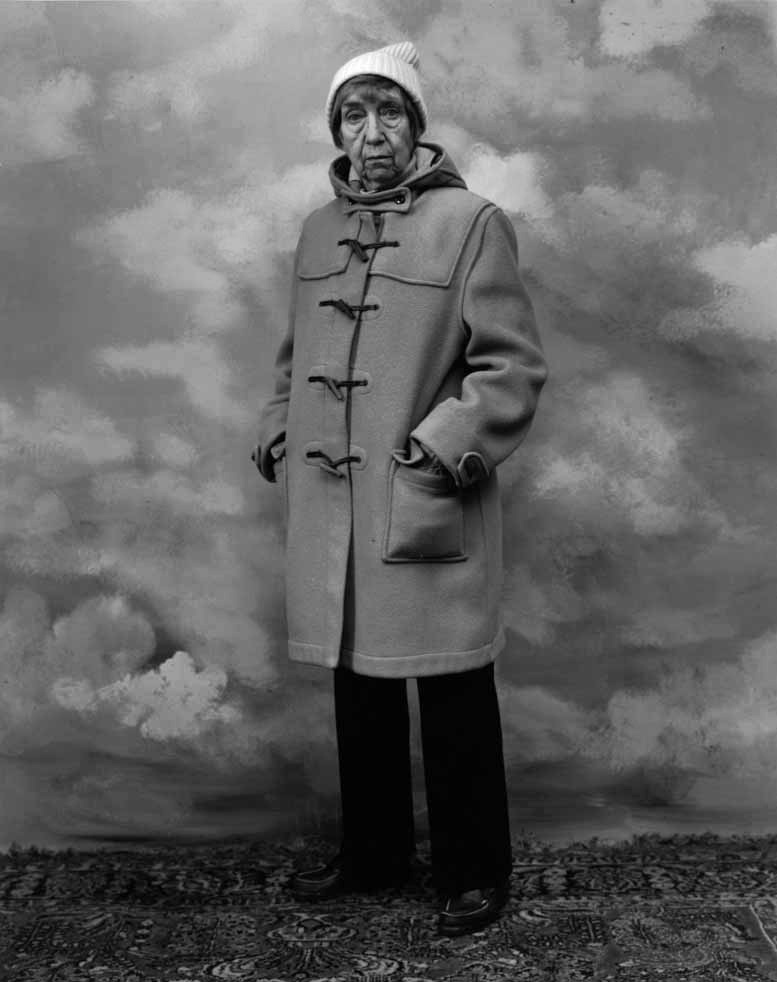
Berenice Abbott, Porträt von Hank O’Neal (1979)

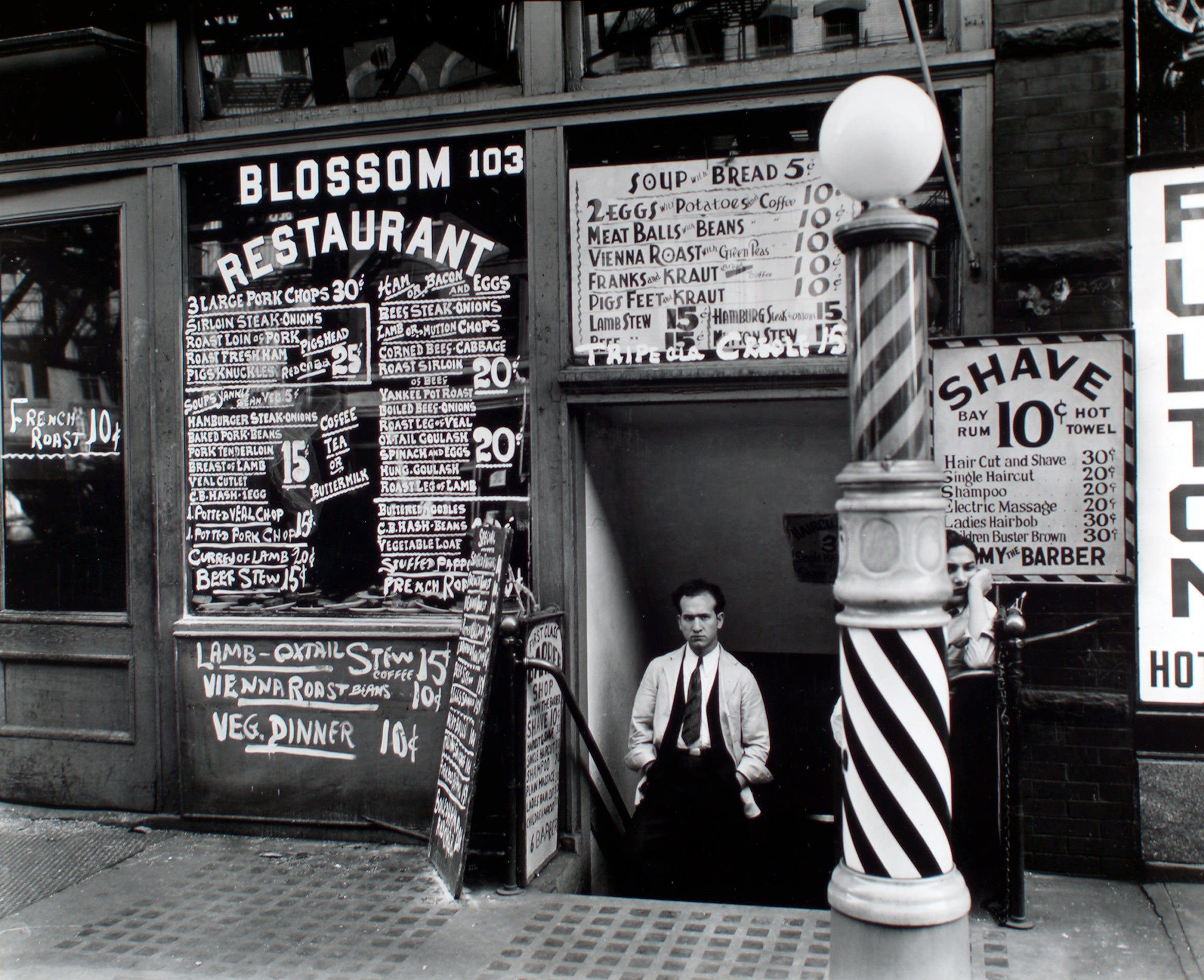
Blossom Restaurant, fotografiert von Berenice Abbott (1935)

Berenice Abbott (* 17. Juli 1898 in Springfield, Ohio; † 9. Dezember 1991 in Monson, Maine; eigentlich Bernice Alice Abbott) war eine US-amerikanische Fotografin. Sie wurde durch ihre Schwarzweißaufnahmen des Straßenlebens und der Architektur von New York bekannt.

## Leben
Nach einem Studium der Journalistik an der Ohio State University studierte Abbott ab 1921 an der Pariser Académie de la Grande Chaumière bei Antoine Bourdelle zunächst Bildhauerei. Im Jahr 1923 ging sie für kurze Zeit nach Berlin, um an der Staatlichen Kunstschule zu studieren, und kehrte im gleichen Jahr nach Paris zurück. Auf Anraten des Surrealisten Man Ray, dessen Assistentin sie von 1923 bis 1925 war, begann sie zu fotografieren. Sie wurde durch Porträts berühmter Künstler und Schriftsteller der 1920er-Jahre wie etwa James Joyce, Jean Cocteau, Marie Laurencin, Coco Chanel und Djuna Barnes rasch bekannt. 1925 entdeckte sie die Fotografie von Eugène Atget und nahm dessen Aufnahmen von Paris zum Vorbild für ihre späteren New Yorker Arbeiten. Atget starb 1927 und Abbott kaufte dessen Nachlass auf, um sein Werk einem breiteren Publikum bekannt zu machen. Mit finanzieller Unterstützung der Mäzenin Peggy Guggenheim eröffnete Abbott 1926 ihr eigenes Atelier in Paris.
1929 kehrte sie in die USA zurück und war dort anfänglich als freie Bildreporterin tätig. Sie veröffentlichte Atgets Aufnahmen. Mit ihrer Dokumentation von New York City begann sie im gleichen Jahr und veröffentlichte einige ihrer Arbeiten in den Bildbänden Changing New York von 1939 und Greenwich Village today and yesterday von 1949. Ihre Arbeiten bieten eine historische Chronik vieler heute zerstörter Gebäude und Gegenden der Stadt. 1934 bis 1958 war sie Dozentin für Fotografie an der New School for Social Research in New York. 1940 bis 1960 wandte sie sich der wissenschaftlichen Fotografie zu und dokumentierte physikalische Phänomene. 1958 erschienen einige dieser Fotografien in einem Physik-Lehrbuch für Schüler. Von 1958 bis 1961 entstanden wissenschaftliche Fotografien für das Physical Science Study Committee of Educational Services. Nach dem Tod ihrer langjährigen Lebensgefährtin, der Kunstkritikerin Elizabeth McCausland, zog Abbott 1965 nach Maine.
1968 verkaufte sie ihre Fotografien an das Museum of Modern Art. 1983 wurde sie Ehrenmitglied der American Academy of Arts and Letters.
Ihr Lebenswerk wurde mehrfach durch Ausstellungen und Retrospektiven gewürdigt, darunter eine im Museum of Modern Art.

## Ausstellungen
- 1926: Einzelausstellung in der Galerie Au Sacre du Printemps, Paris[4]
- 1928: Premier Salon Independent de la Photographie in Paris[4]
- 1939: Art in Our Time im Museum of Modern Art, New York[5]
- 1970–1971: Einzelausstellung Berenice Abbott: Photographs vom 10. Dezember 1970 bis zum 10. März 1971 im Museum of Modern Art, New York[6]
- 1977: 150 Jahre Fotografie documenta 6, Kassel[7]
- 1982: Einzelausstellung Berenice Abbott: the 20ʼs and the 30ʼs im National Museum of American Art, Smithsonian Institution, in Washington, D.C.[8]
- 1982–1983: Atelier Man Ray: Berenice Abbott, Jacques-Andre Boiffard, Bill Brandt, Lee Miller im Centre Georges Pompidou, Paris[9]
- 1990–1991: Einzelausstellung Berenice Abbott photographer: a modern vision im Metropolitan Museum of Photography in Tokyo[10]
- 2010–2011: Pictures by Women: A History of Modern Photography im Museum of Modern Art, New York[11]
- 2016: Berenice Abbott – Fotografien im Martin-Gropius-Bau, Berlin.[12]
- 2020: Berenice Abbott – Portraits of Modernity in der Photographischen Sammlung/SK Stiftung Kultur, Köln[13]

## Fotografien (Auswahl)

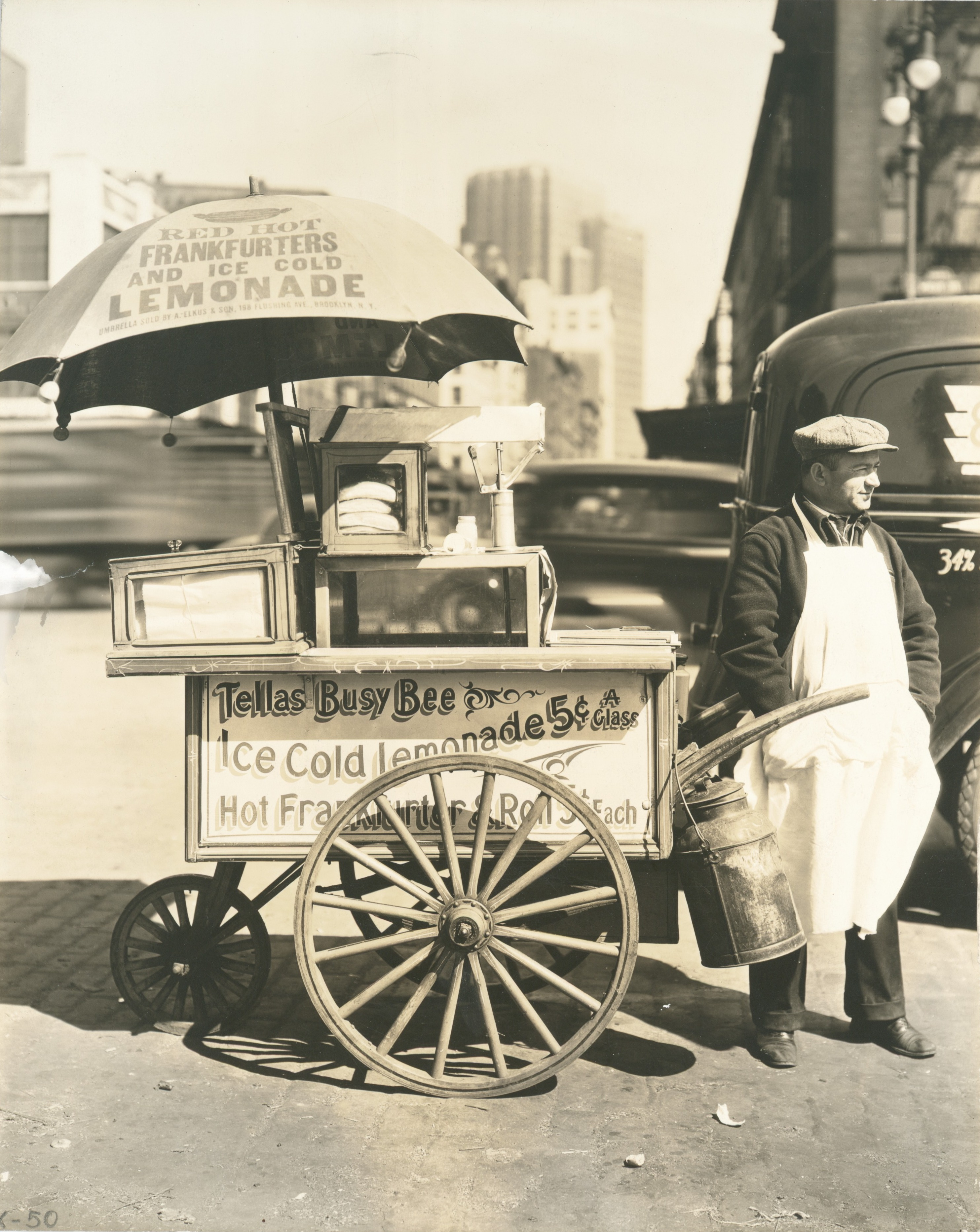
Hot Dog Stand, Manhattan 1936
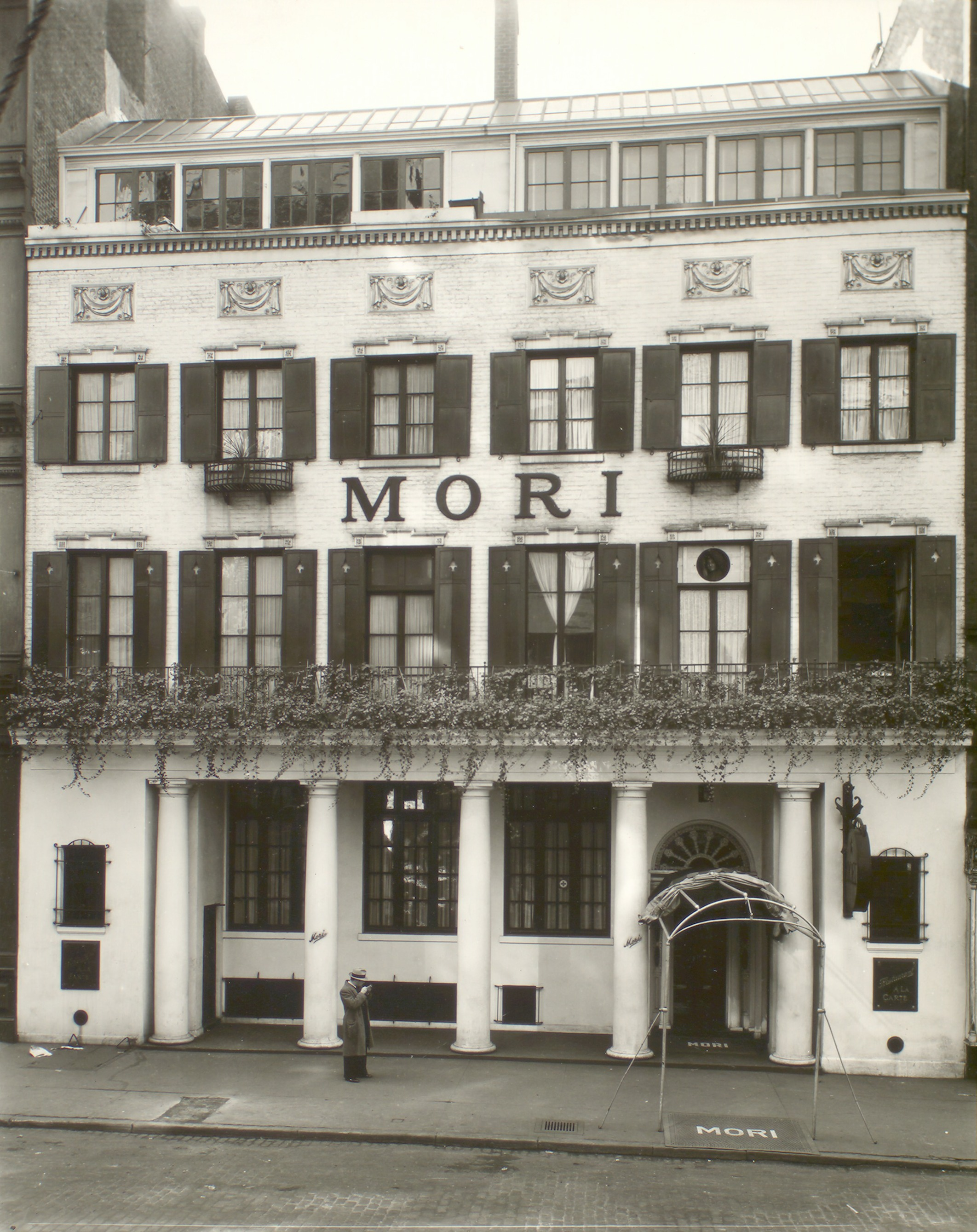
Mori's Restaurant, 1935
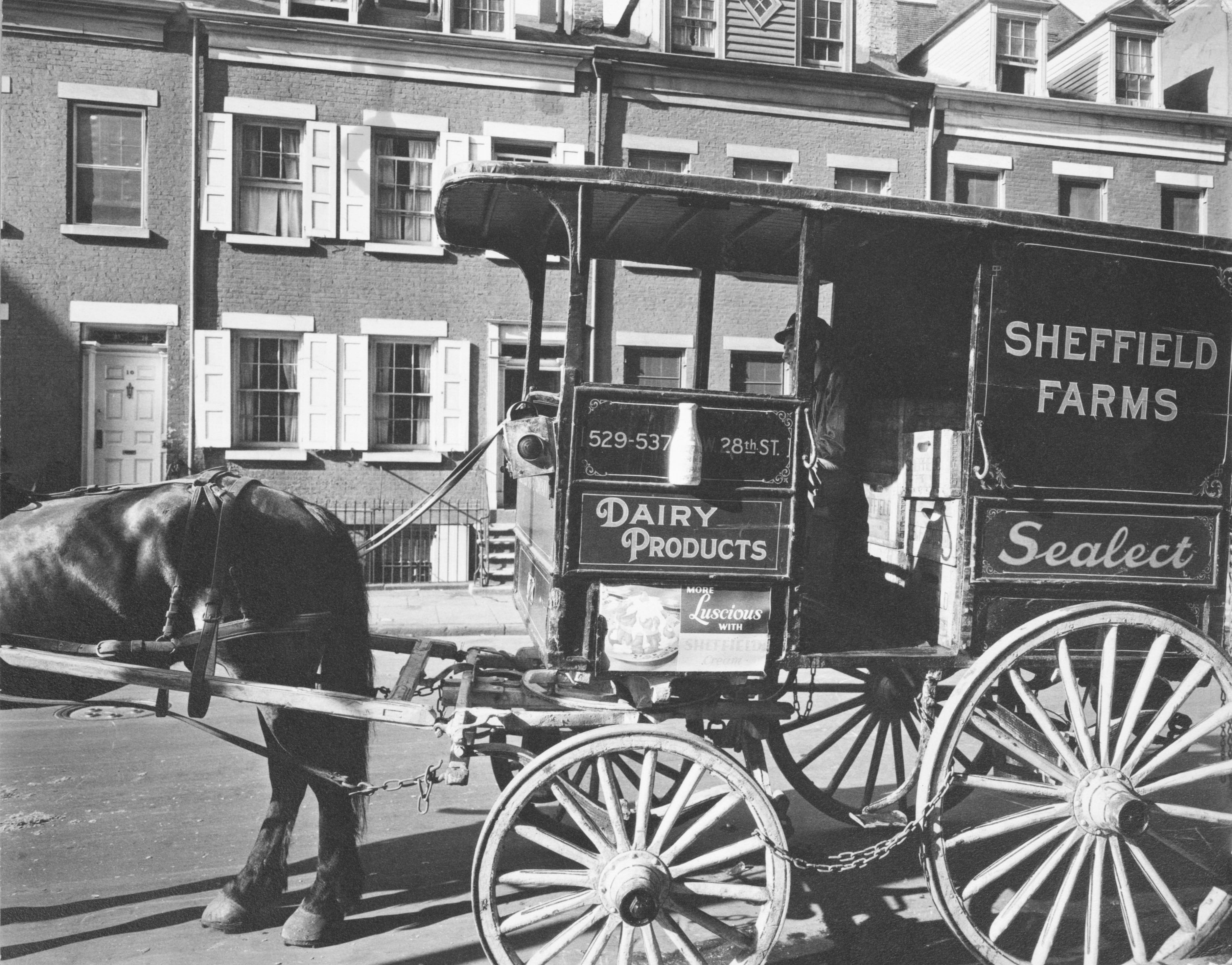
Milchwagen, Manhattan 1936
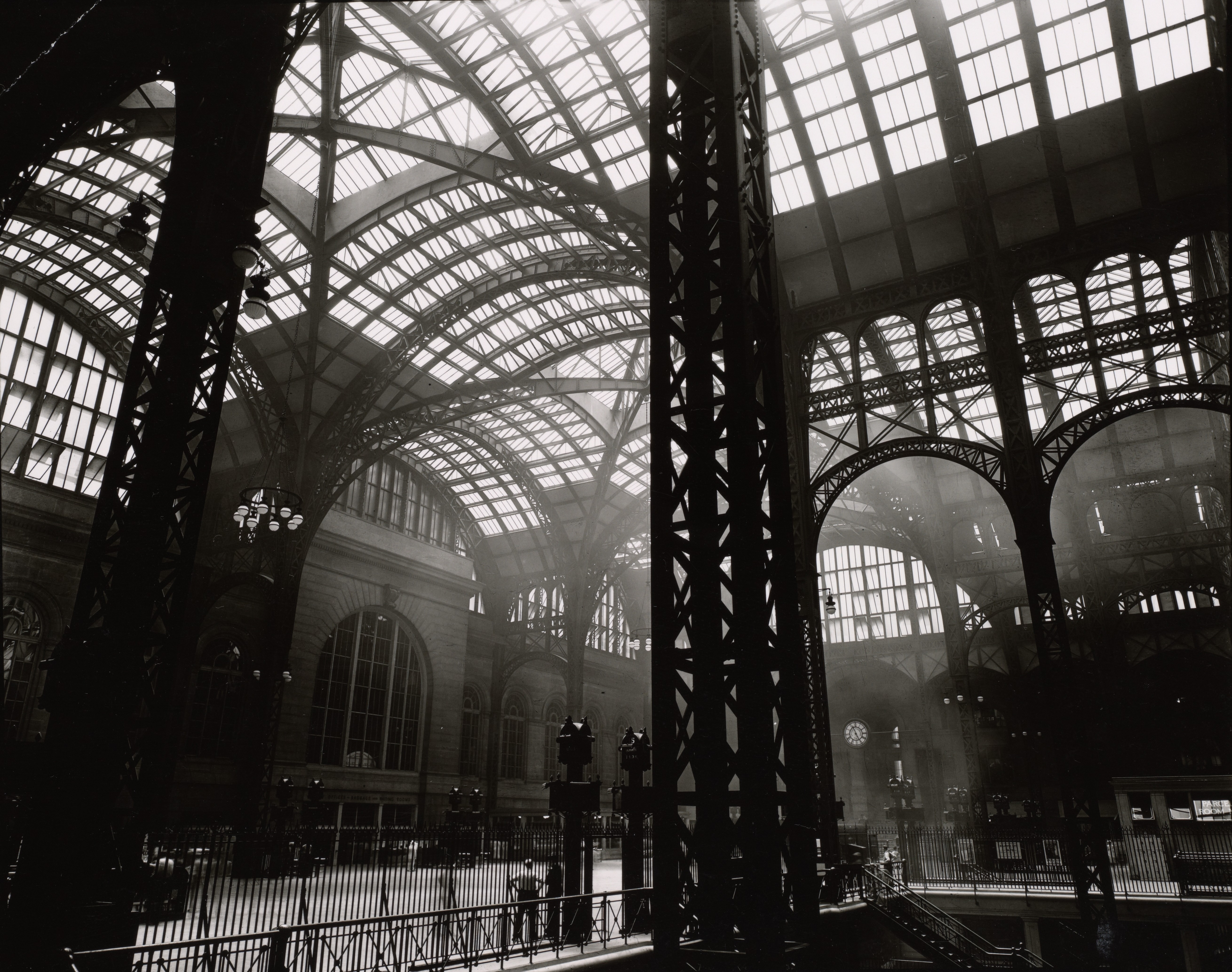
Penn Station, Manhattan 1936
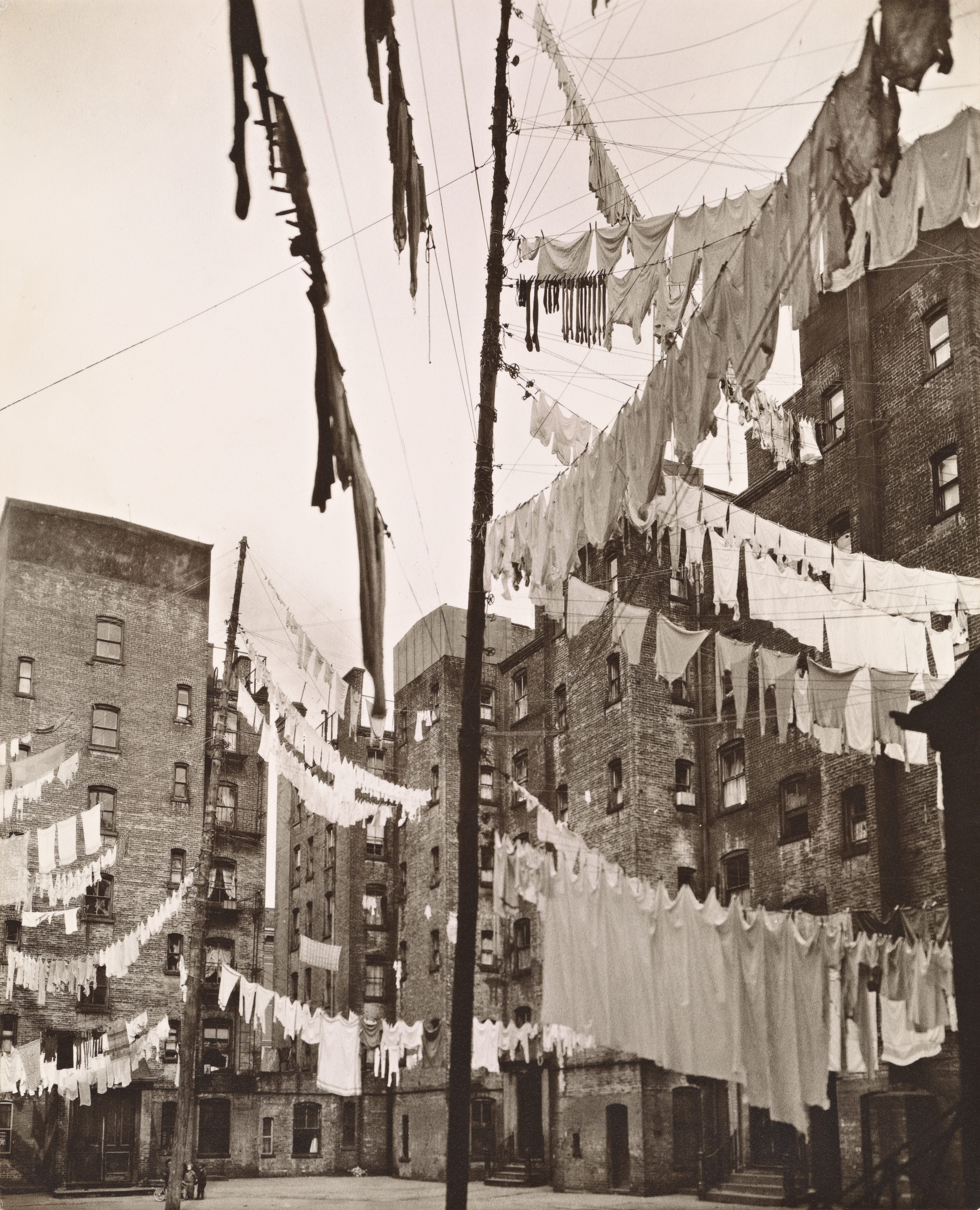
72nd Street, New York, 1936

## Literatur

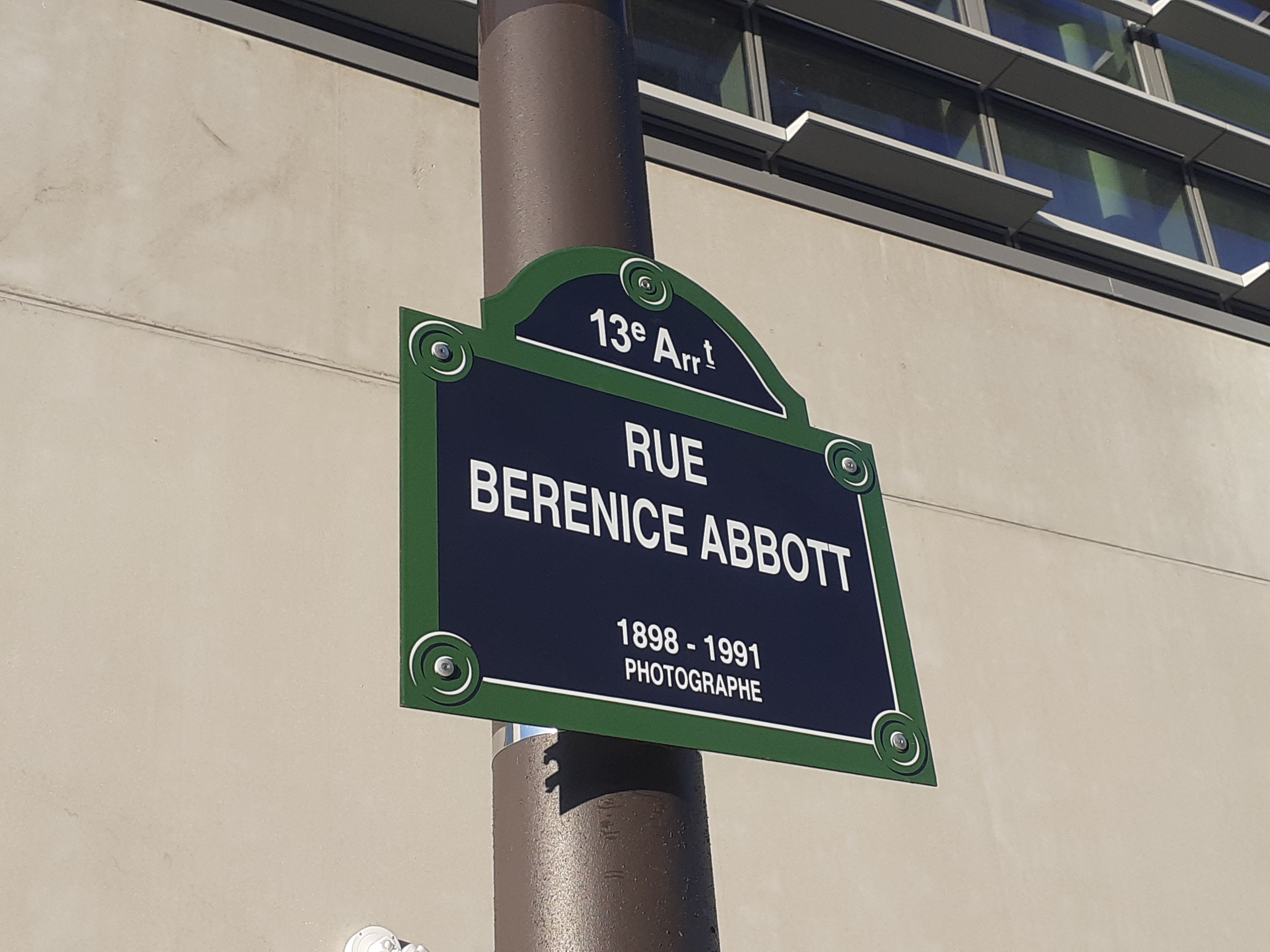
Rue Berenice Abbott in Paris